# Lávka přes nádraží Praha-Smíchov
Lávka přes smíchovské nádraží (nazývaná též Smíchovská lávka nebo Radlická lávka) z roku 1930 spojovala jižní část pražského Smíchova (Nádražní ulici) s částí Smíchova u Radlic (Křížová a Radlická ulice). Tato pěší lávka, dlouhá 175 metrů, procházela přímo nad takzvaným severním nástupištěm smíchovského nádraží, v letech 2007 až 2023 umožňovala i příchod k němu. Vlastníkem lávky bylo hlavní město Praha, správcem Technická správa komunikací hl. m. Prahy. V pondělí 9. října 2023 byla lávka uzavřena a následně byla rozebrána a odstraněna. Jeden díl lávky, o délce 30 metrů, byl v roce 2023 předán Národnímu technickému muzeu do chomutovského železničního depozitáře. Čtyři díly lávky, o celkové délce 110 metrů, byly v pátek 3. listopadu 2023 převezeny do Mladé Boleslavi, kde z nich má být vybudována lávka přes Jizeru na pilířích bývalého mostu železniční vlečky u bývalého lihovaru, která má podle svého původu dostat oficiální název Smíchovská lávka. Zbývající jedno či dvě pole lávky, pilíře a konstrukce schodišť pravděpodobně budou sešrotovány. 

## Historie

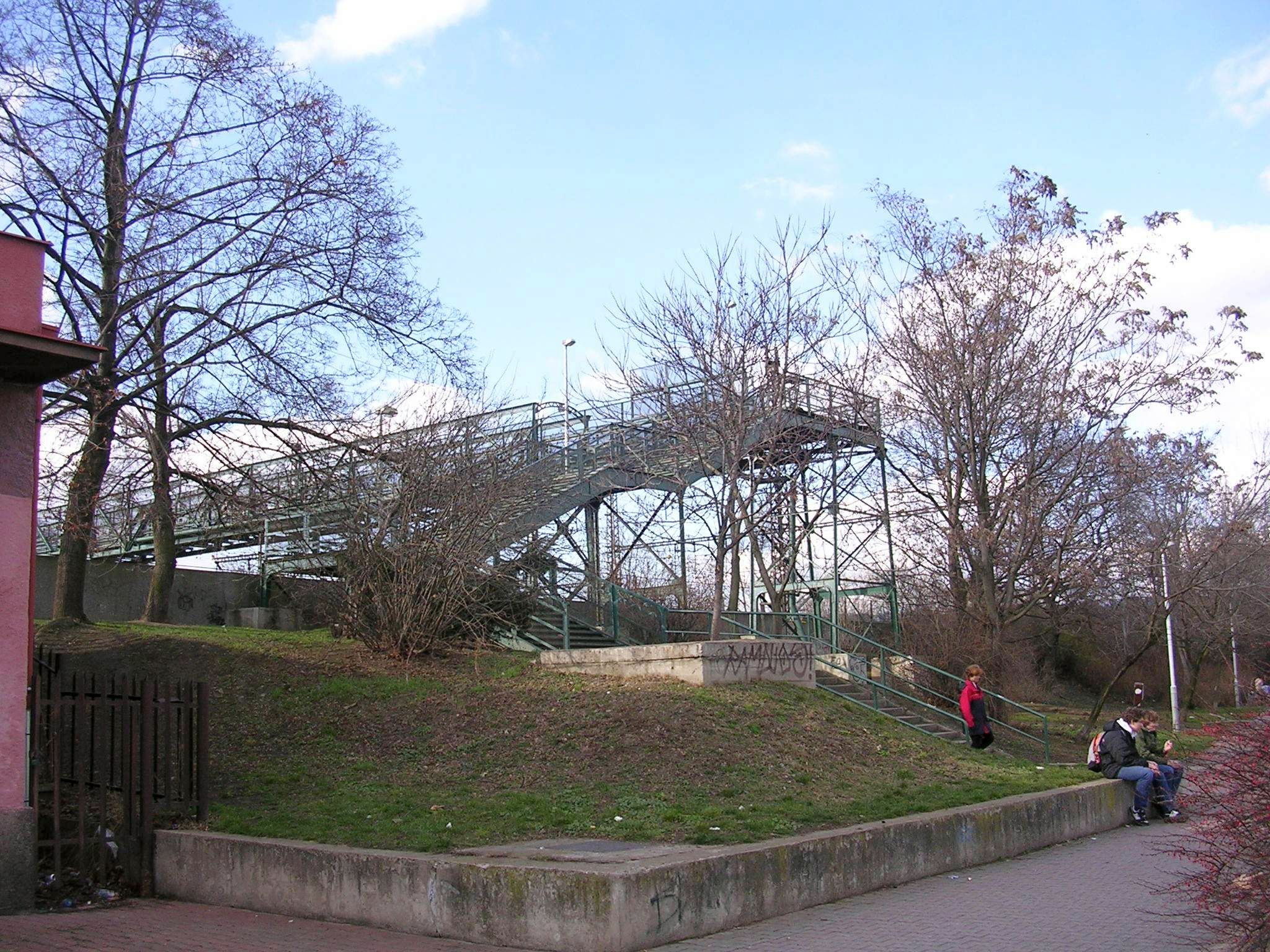
Schodišťová věž na východní straně lávky

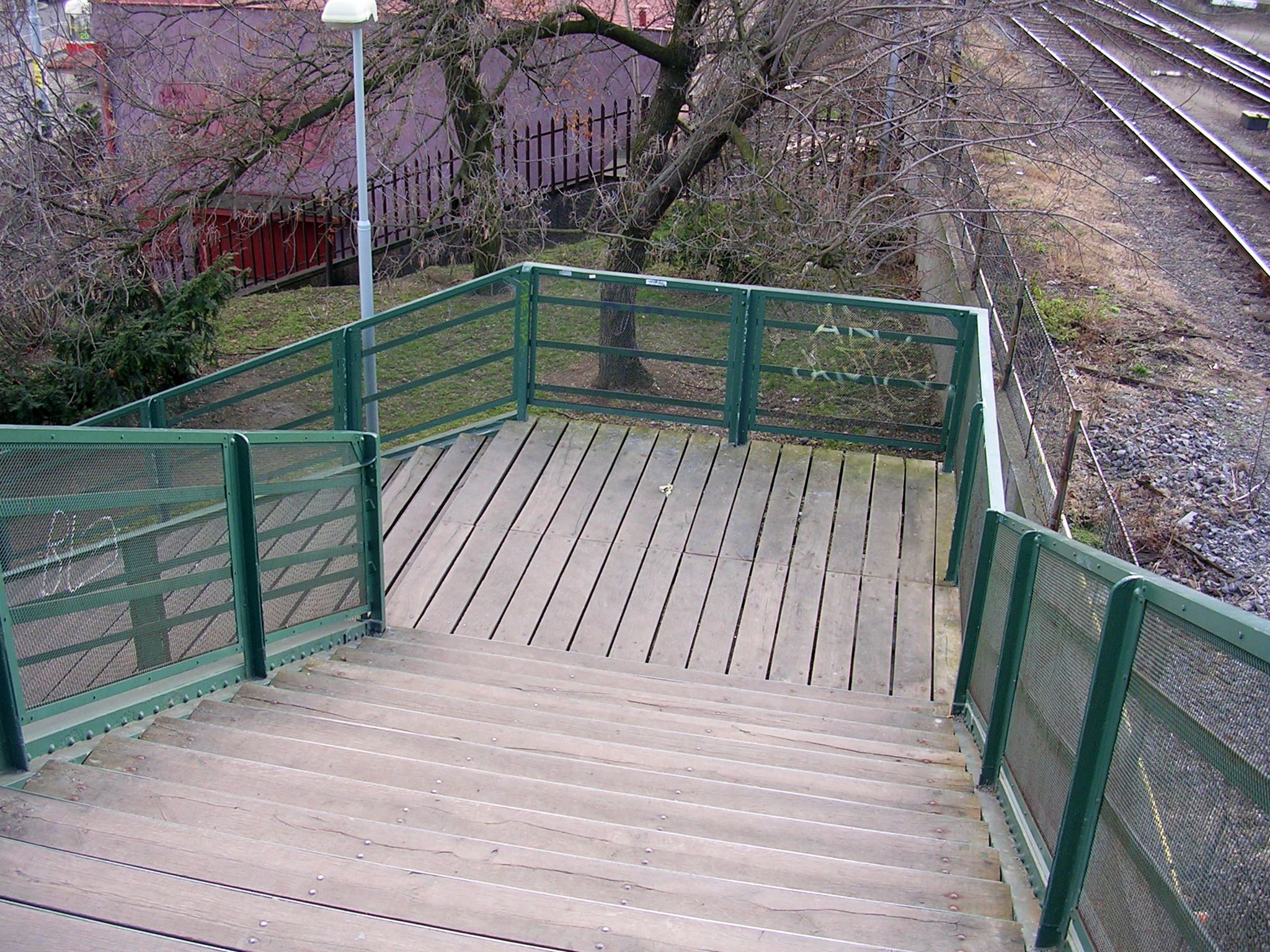
Dubové stupně a podlahy na schodišti

### Výstavba a rekonstrukce
Lávka byla postavena v letech 1929–1930 (podle jiných zdrojů byla dokončena v roce 1929 nebo postavena roku 1900). Konstrukci vyrobila Pražská mostárna – Českomoravská Kolben Daněk.
V roce 1953 byla smíchovská schodišťová věž posunuta o 10 m směrem k Nádražní ulici a před ni bylo vloženo 7. pole lávky, čímž byla prodloužena.
Rekonstrukce lávky (výměna monolitické mostovky za prefabrikovanou) proběhla od 10. dubna 1974 do října 1974, kdy ve špičkách pracovních dnů toto přerušené pěší spojení nahrazovala autobusová linka X-600.
Kolem roku 1990 byla zesílena konstrukce smíchovského schodiště a byly vyměněny dubové fošnové podlahy a stupně.
V roce 1999 firma Pontex Praha po průzkumu vyhodnotila stavební stav mostu dle příslušných ČSN jako špatný až velmi špatný, například kvůli koroznímu oslabení konstrukce.
Lávka byla znovu rekonstruována od dubna do listopadu 2002 (zcela uzavřena byla po dobu letních prázdnin) při výstavbě komunikace Městského okruhu Zlíchov–Radlická (Dobříšská ulice) navazující na tunel Mrázovka. Na radlické straně přitom byla lávka o 45,5 m zkrácena a dosavadní schodiště bylo přitom nahrazeno úrovňovým navázáním na chodník. Cílem rekonstrukce bylo prodloužit životnost lávky o dalších 20–30 let. Zatížitelnost lávky byla zvýšena na 0,40 t/m2
V roce 2007 bylo přistavěno schodiště z lávky k železniční zastávce Praha-Smíchov severní nástupiště.

### Zrušení lávky
V pondělí 9. října 2023 byla lávka uzavřena, následně došlo k její demontáži. Nové přemostění, které bude součástí Terminálu Smíchov, má být hotové nejdříve v roce 2026, spíše v roce 2027. Jako náhrada přerušeného pěšího spojení je zřízena autobusová linka 232 v trase Na Knížecí – Správa sociálního zabezpečení – Smíchovské nádraží, která je zařazena nejen do pásma P, ale ve vztahu k předplatním kupónům i do dojezdového pásma 0, základní interval linky je 30 minut, v několika časech je proložen na polovinu. Pozemky bývalého nákladového nádraží patří společnosti Sekyra Group, která zde plánuje postavit novou čtvrť Smíchov City. V místě lávky plánuje postavit hotel a také čtyři budovy tvořící bankovní kampus, v němž má mít nové sídlo společnost Česká spořitelna.
Za předčasné uzavření lávky může podle místostarosty Prahy 5 Milana Kryla chybné územní plánování. Podle původních plánů se měla čtvrť Smíchov City budovat postupně od Knížecí, takže výstavba v místě lávky by byla časově koordinována s výstavbou nového terminálu. Dřívější vedení Prahy 5 však umožnilo developerovi tuto časovou souslednost narušit a začít stavět od jihu. Praha 5 se pokoušela navrhnout čtyři různá umístění dočasné náhradní lávky, z nichž některá navazovala na podchody, ale investoři obou území, jak Sekyra Group, tak Správa železnic, neumožnili, aby přes jejich území vedla jakákoliv lávka. Správa železnic sdělila, že žádný z projednávaných návrhů nebyl realizovatelný, protože všechna řešení obsahovala průchod veřejnosti částí staveniště, což s ohledem na technologii prací a bezpečnost „není ideální“.
Diskuse o financování náhradní autobusové linky probíhaly v pátek 6. října 2023, tři dny před uzavřením lávky. Podle závěrů z dřívějších jednání ji měly společně financovat společnosti Sekyra Group a Správa železnic, jednání 6. října 2023 však dopadlo tak, že do konce roku 2023 bude linku financovat město či dopravní podnik s tím, že od začátku roku 2024 bude financována nějakým novým způsobem, pro který však zatím nejsou uzavřeny smlouvy. Mluvčí Správy železnic potvrdil, že vše je dosud předmětem probíhajících jednání.

### Další osud konstrukce
Část lávky o délce 30 metrů byla předána do chomutovského železničního depozitáře Národního technického muzea.
Část lávky byla v časných nočních hodinách 3. listopadu 2023 převezena do Mladé Boleslavi, kde má překlenovat Jizeru u bývalého lihovaru. Iniciátorem přesunu byl mladoboleslavský primátor Raduan Nwelati poté, co se dozvěděl z televizního zpravodajství, že by tato část lávky měla být zlikvidována jako šrot. Vedení Mladé Boleslavi hned oslovilo Správu železnic, Technickou správu komunikací hl. m. Prahy i pražského primátora a obě města se během několika dní dohodla na převzetí lávky. Převážena byla část lávky o délce 110,7 metrů a hmotnosti kolem stovky tun. Lávka byla převážena na čtyřech kamionech, nejdelší díl měřil 35,7 metrů, další 29 metrů a dva nejkratší měly délku po 22 metrech. Most byl nejprve dočasně složen na deponii na okraji Mladé Boleslavi, v průmyslové zóně Bezděčín. Teprve následně se bude jednat o tom, zda půjde o dar, nebo zda bude lávka odkoupena za výkupní cenu železného šrotu, což by bylo kolem 550 tisíc Kč. Přesun lávky se uskutečnil po třech týdnech od začátku jednání. Při prvotním posouzení se ukázalo, že nýtovaná konstrukce je v ucházejícím stavu, bude pouze opískováním upravován její povrch. Po nezbytných opravách by měla být v průběhu roku 2024 (během jara) usazena na betonové pilíře bývalého mostu železniční vlečky přes Jizeru, který byl pro zchátralost před lety odstraněn. Podle mladoboleslavského primátora by i na novém místě měla lávka nést název Smíchovská lávka a původ konstrukce má připomínat informační tabulka. Město plánuje lávku začlenit do budované cyklostezky, výhledově na ni má navazovat trasa do parku Štěpánka a nedaleko má být přemostěna i říčka Klenice. Plán na umístění lávky je součástí projektu revitalizace levého břehu Jizery.
Z celkové délky 175 metrů tedy pravděpodobně zbývá do šrotu jeden či dva díly o celkové délce kolem 30 metrů. 

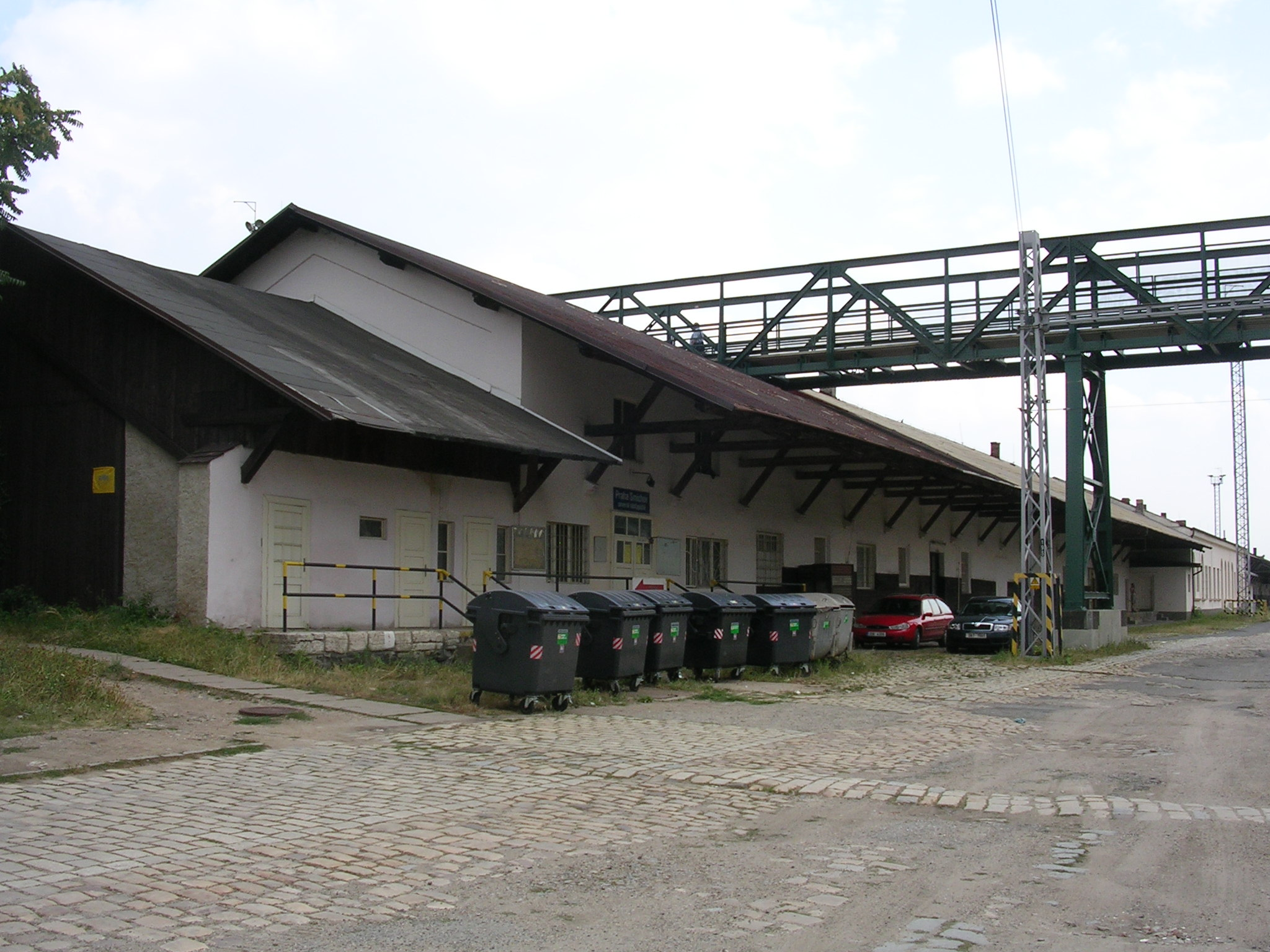
Severní nástupiště v červenci 2006.
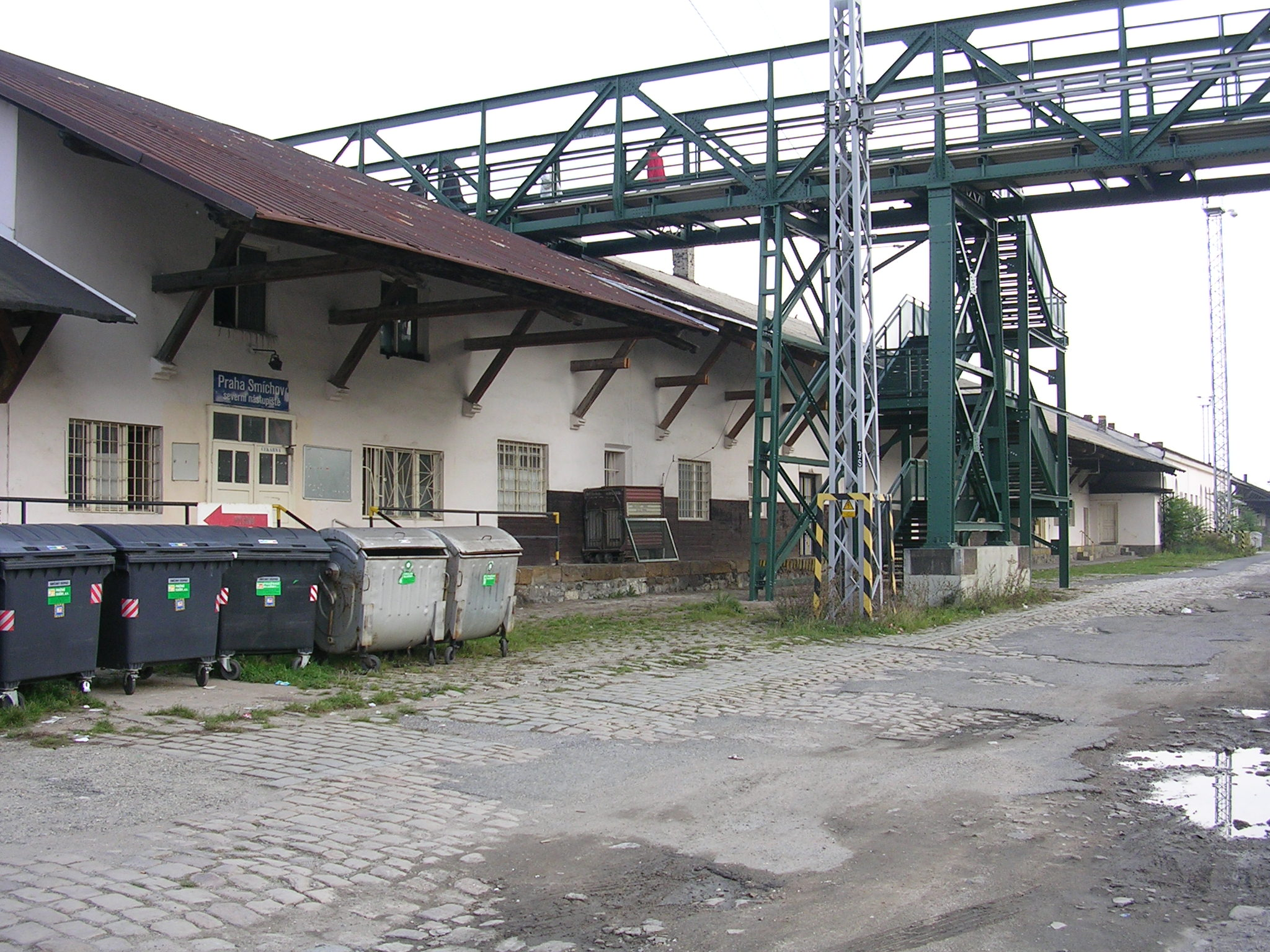
Severní nástupiště v říjnu 2007.
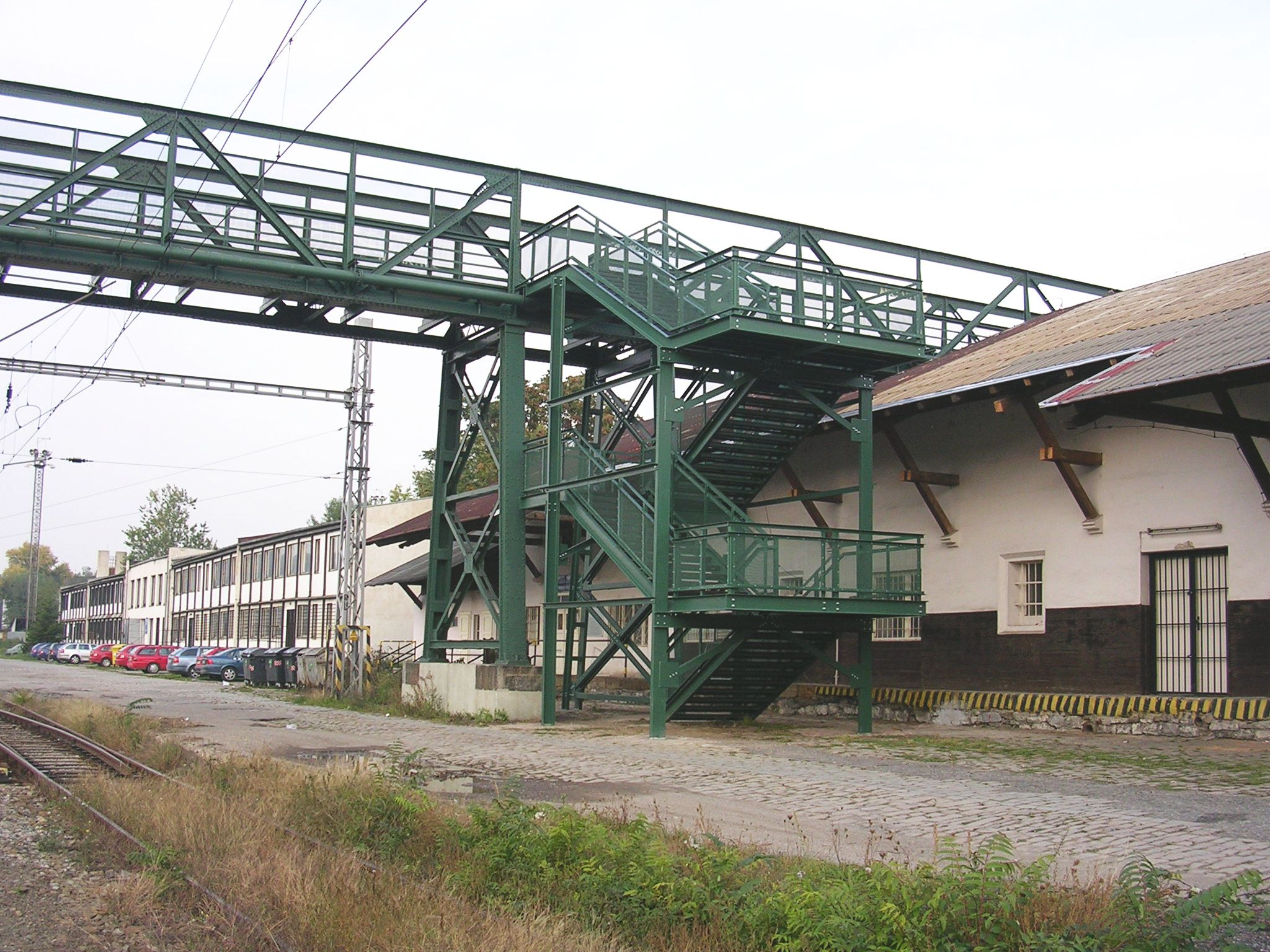
Schodiště na severní nástupiště.

## Popis
Lávka byla tvořena ocelovou nýtovanou konstrukcí o šesti polích, ve dvou polích měla rozpětí po 42,8 m. Na smíchovské straně navazovala ocelová konstrukce schodiště s dřevěnými stupni. Svítidla veřejného osvětlení byla na příčných portálech nad chodníkem.
Délka lávky v letech 1953–2002 byla 210,3 m, po zkrácení v roce 2002 byla lávka dlouhá 174,5 m, z čehož samotné přemostění mělo délku 164,8 m. Šířka mostu byla necelé 3 metry (šířka chodníku 2,88 m). Výška mostu byla cca 9 metrů nad nádražím.
V místě lávky byl přerušen hřeben střech provozních budov kolem nákladní části nádraží.
Přemosťovány byly tyto koleje nádraží Praha-Smíchov:
1. vyšehradské zhlaví osobního nádraží – kolej č. 1, 2, 8, 9b
2. kolej č. 12b, 12d, 14, 16, 18
3. společné nádraží – kolej č. S1, S2, S3, S4, S5, S6, S7
4. obvod seřadiště – kolej č. SVII, SIX, SXI